# Křesťanské umění

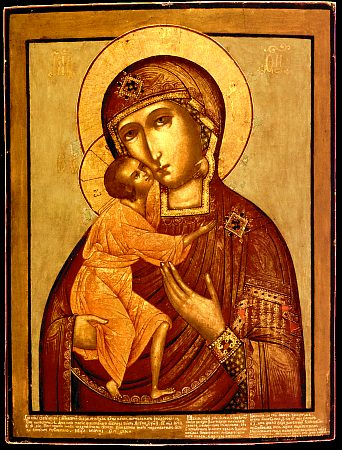
Ruská ortodoxní ikona Marie a Ježíše

Křesťanské umění je umění vytvářené ve snaze zobrazovat, ilustrovat nebo doplňovat principy křesťanství. Umění určitým způsobem užívala a užívá většina křesťanských společenství. Jednotícím tématem je život Ježíše Krista, případně scény ze Starého Zákona. Dalším tématem je život svatých, zejména v římskokatolické církvi, pravoslavné a anglikánské církvi.

Význam křesťanského umění, styl a interpretace bývají různé. Křesťanské umění se projevovalo a projevuje v architektuře, výtvarném umění, hudbě, literatuře, dramatu, filmu, užitém umění aj., je dílem profesionálních i lidových umělců.
Zejména výtvarné umění bylo poznamenáno ikonoklasmem (obrazoborectvím).